# توخ مانوک (زیارتگاه)
زیارتگاه توخ مانوک (ارمنی: Թուխ Մանուկ؛ انگلیسی: Tukh Manuk Shrine) در شهر اوشاکان در استان آراگاتسوتن ارمنستان واقع شده‌است. در معنای ادبی به صورت کودک سیه‌چرده یا جوان دارای پوست سیاه ترجمه شده‌است. قدمت آن به دوره پاگانیسم و پیشا-مسیحیت بازمی‌گردد؛ ولی هم‌اکنون بخشی از سنت فولک موجود در داخل کلیسای ارمنی می‌باشد.
توخ مانوک یک شخصیت اصلی در بسیاری از اشعار فولک قرون دروه قرون وسطی و دورخ مدرن می‌باشد؛ و همچنین در قطعه ملی حماسی ارمنی، داوید ساسونی بدان اشاره شده‌است.